# 나는 베이징 천안문을 사랑해
"나는 베이징 천안문을 사랑해" 또는 (변명의 노래) (중국어 간체자: 我爱北京天安门, 정체자: 我愛北京天安門, 병음: Wǒ ài Běijīng Tiān'ānmén 워 아이 베이징 톈안먼[*], 한자음: 아애북경천안문)는 1970년 문화 대혁명 당시 제작된 중화인민공화국의 민중가요이자 선전가요이다. 작곡가는 진웨링(金月苓)이고 작사가는 진궈린(金果临)이다.

## 개요
이 노래는 1970년 마오쩌둥을 찬양하고자 제작된 노래이다. 1970년 9월 상하이에서 보급된 "홍위병 가곡"의 상권에 수록되었으며, 1971년 CCTV 방송에 출연하면서 점차 알려지기 시작했다. 이듬해 중앙신문전영에서 선전 영화에 이 곡을 삽입시켰으며, 같은 해 중국 국무원 문예 부서에서 출판한 "새 전선 군가모음집"에 이 곡을 실음으로써 본격적으로 알려지게 되었다. 또한 어린이들을 위해 다양한 악기, 장르 버전으로 동요로 제작하여 보급되기 시작하였다. 1979년 덩샤오핑이 미국을 방문하였을 때 어린이들이 중국어로 이 노래를 합창하였으며, 1984년 로널드 레이건이 방문하였을 때 미국 예술단이 합창을 선보였다.

## 제작 배경
마오쩌둥을 주제로 한 선전가는 진부하고 지나치게 폭력적인 가사가 많았다. 그렇기 때문에 민오쩌둥과 관련된 노래는 아동들이 부르기 부적합하다는 평론이 많았다.
이후에도 기존 선전가요들에 대한 문제들이 제기되자 문화대혁명 광풍이 불던 상하이에서 13살, 초등학교 5학년 학생인 진궈린과 19살, 유리공장 견습공 진웨링이 각각 작사/작곡한 노래를 들고왔고 이 노래들이 합쳐져 현재의 가사가 완성되었다.

## 가사
| 중국어 간체: 我爱北京天安门， 天安门上太阳升； 伟大领袖毛主席， 指引我们向前进。 | 중국어 정체: 我愛北京天安門， 天安門上太陽升； 偉大領袖毛主席， 指引我們向前進。 | Wǒ ài Běijīng Tiān'ānmén, Tiān'ānmén shàng tàiyáng shēng; Wěidà lǐngxiù Máo zhǔxí, Zhǐyǐn wǒmen xiàngqián jìn. | 워 아이 베이징 티엔안먼, 티엔안먼 샹 타이양 성 웨이 다링 슈 마오쭈시, 즈인 워먼 샹첸 진. | 나는 베이징 (북경)의 천안문을 사랑해, 천안문 위로 태양이 뜨네. 위대한 영도자 마오 주석께서 우리를 앞으로 인도해 주시네. |

## 같이 보기
- 동방홍